# Cadel Evans
Cadel Lee Evans AM (* 14. Februar 1977 in Katherine, Northern Territory) ist ein ehemaliger australischer Radrennfahrer.
Als Mountainbiker gewann er 1998 und 1999 den Mountainbike-Weltcup, bevor er nach einigen Ausflügen in den Straßenradsport im Jahr 2001 endgültig auf die Straße wechselte. Seine größten Erfolge auf der Straße waren der Sieg bei der Tour de France 2011 und der Weltmeistertitel 2009.

## Sportliche Karriere

### Mountainbike und erste Jahre als Straßenprofi
Cadel Evans begann seine Radsportkarriere als Mountainbiker beim Australian Institute of Sport. In den Jahren 1998 und 1999 gewann er den Mountainbike-Weltcup. Bei den Olympischen Sommerspielen 2000 in Sydney wurde er Siebter im Cross Country.
In der Saison 2001 konzentrierte sich Evans auf den Straßenradsport und schloss sich dem italienischen Radsportteam Saeco an. 2002 wechselte er zu Mapei und konnte beim Giro d’Italia nach der 16. Etappe das Rosa Trikot des Gesamtführenden von Jens Heppner übernehmen, brach aber auf der folgenden Etappe ein und verlor am letzten Anstieg zehn Minuten. Er beendete seine erste Grand Tour auf Rang 14.
2003 und 2004 fuhr er für das deutsche T-Mobile Team. Nachdem er sich in seinem ersten Jahr dort dreimal das Schlüsselbein gebrochen hatte, wurde er durch den Teamleiter Walter Godefroot als „Sicherheitsrisiko“ eingestuft und nicht für die Tour de France 2004 nominiert.

### Erste Karrierehöhepunkte auf der Straße

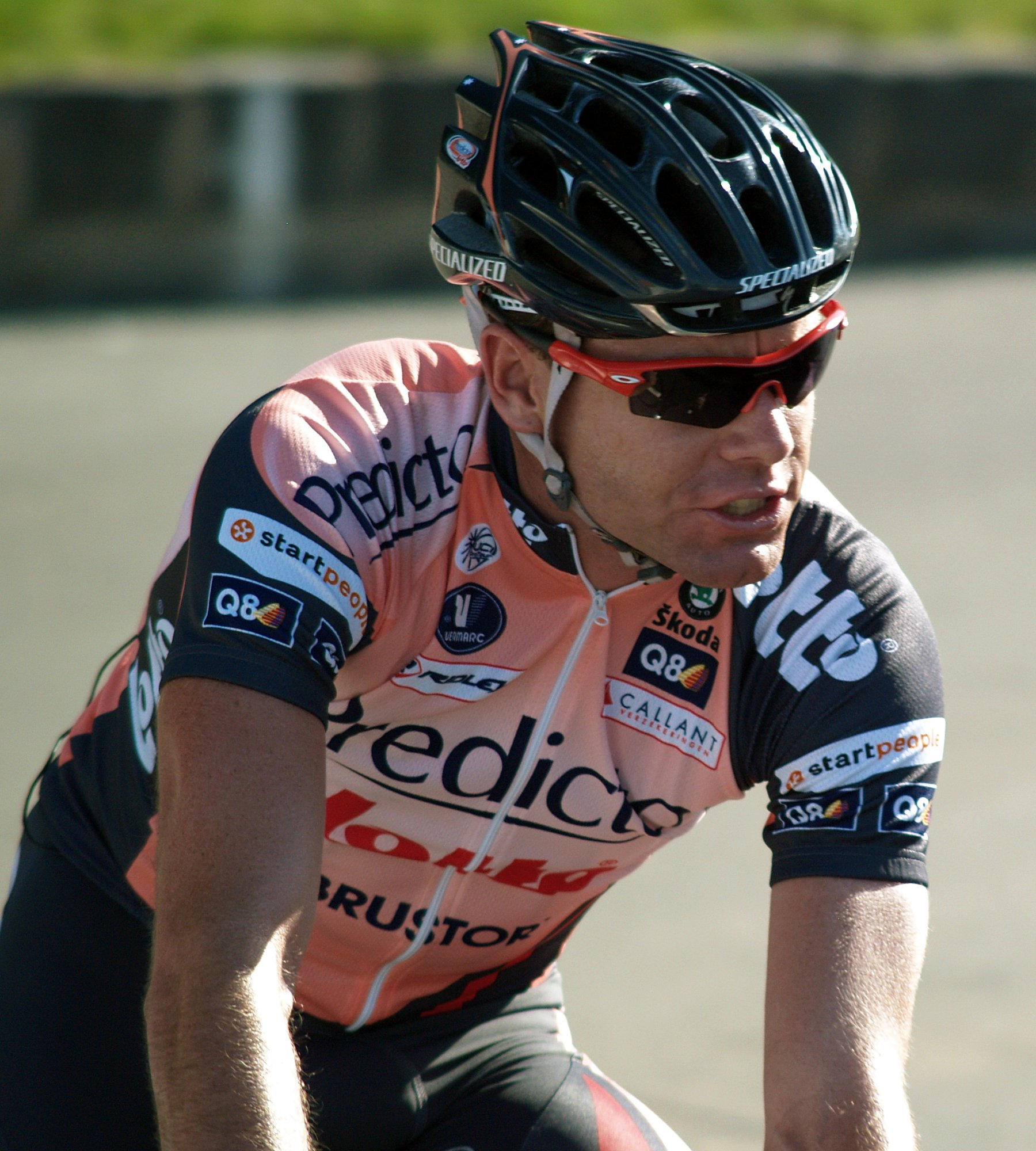
Evans im Jahr 2008

In der Saison 2005 wechselte Evans zum belgischen UCI ProTeam Davitamon-Lotto. Mit dieser Mannschaft gelangen ihm seine bis dahin größten Erfolge auf der Straße: 2006 gewann er durch einen Sieg im Einzelzeitfahren das UCI ProTour-Etappenrennen Tour de Romandie. Nach der Dopingsperre von Danilo di Luca und einem sechsten Platz bei der Lombardei-Rundfahrt gewann er die Gesamtwertung der UCI ProTour 2007.
Evans entwickelte sich außerdem zu einem Favoriten für die Tour de France. 2005 wurde er Siebter, 2006 Vierter sowie 2007 und 2008 jeweils Zweiter. Er wurde dabei 2007 um 23 Sekunden von Alberto Contador und 2008 von Carlos Sastre um 58 Sekunden geschlagen. Bei der Tour de France 2009 bestätigte Evans diese Platzierungen nicht und erreichte im Gesamtklassement den 30. Platz.
Nachdem Evans Dritter der Vuelta a España 2009 geworden war, wurde er nach einer Attacke am letzten Anstieg der Straßenweltmeisterschaft im schweizerischen Mendrisio Eliteweltmeister im Straßenrennen und feierte damit den bis dahin größten Erfolg seiner Karriere. Er wurde damit der zweite australische Titelträger nach Jack Hoobin, der 1950 bei den Amateuren gewann.
Nach kritischen Äußerungen über die seiner Meinung nach mangelnde Unterstützung durch die Mannschaft bei der Tour de France einigte sich das Teammanagement mit Evans darauf, nach Ende der Saison den noch laufenden Vertrag vorzeitig zu beenden, sodass er bereits 2010 zum BMC Racing Team, das damals noch eine Lizenz als Professional Continental Team hatte, wechseln konnte.

### Tour-de-France-Sieg 2011

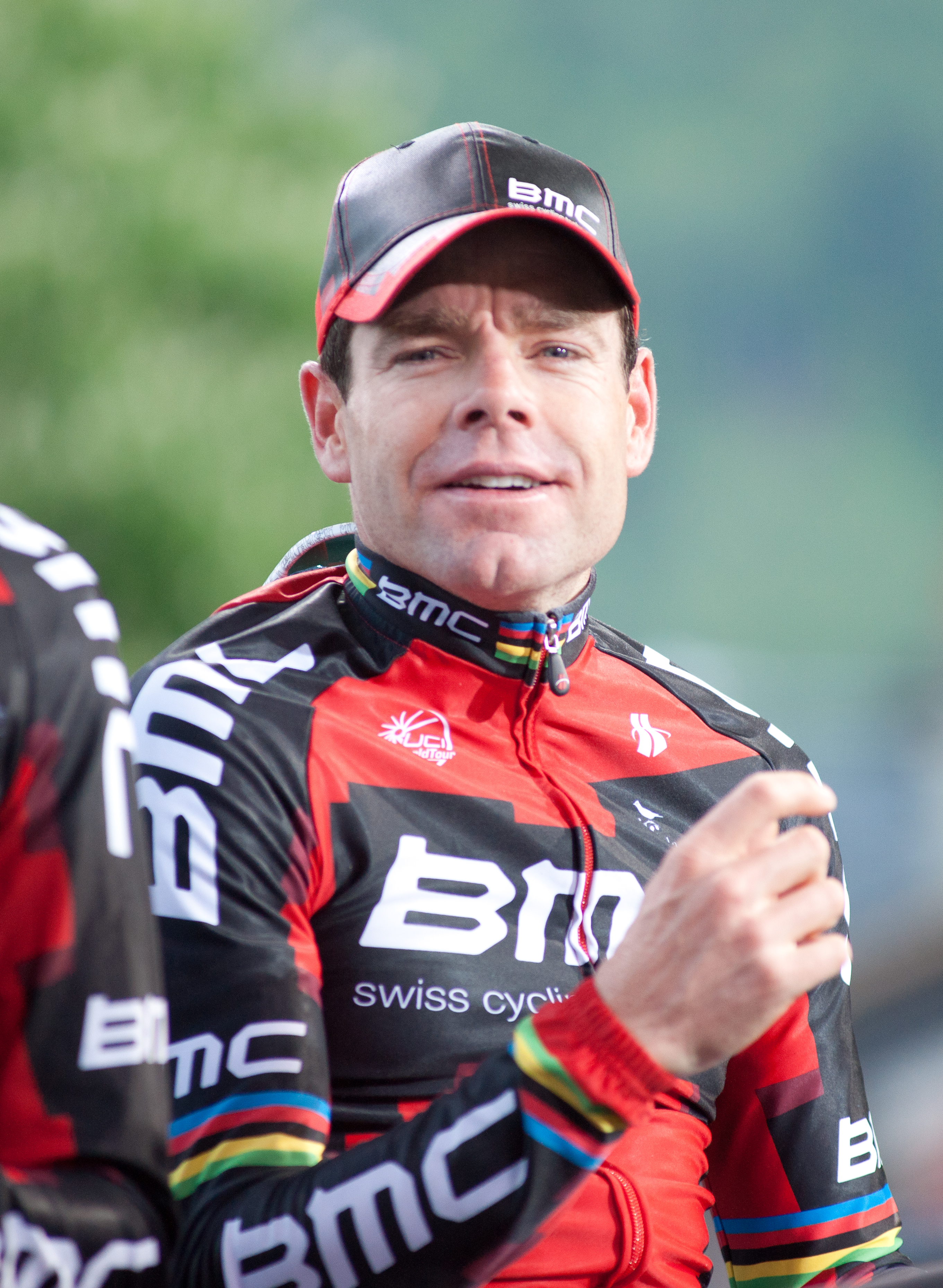
Evans beim Prolog zur Tour de Romandie 2011

Seinen ersten Sieg für das BMC-Team feierte Evans am 21. April 2010 bei der Flèche Wallonne nach einer Attacke an der Schlusssteigung in Huy vor Alberto Contador. Dies war zugleich sein erster Sieg bei einem Klassiker und der erste Sieg eines Australiers bei diesem Rennen. Beim Giro d’Italia 2010 gewann Evans eine Etappe, die Punktewertung und erreichte im Gesamtklassement den fünften Rang. Auf der achten Etappe der Tour de France 2010 eroberte Evans das Gelbe Trikot, musste die Führung auf der nächsten Etappe wegen eines Ellbogenbruchs abgeben. Er fuhr die Tour bis Paris zu Ende und wurde 26.
Nachdem Evans 2011 bereits die Etappenrennen Tirreno–Adriatico und Tour de Romandie gewonnen hatte, konnte er durch den Sieg bei der Tour de France 2011 seinen größten Karriereerfolg erzielen. Im Gegensatz zu den Vorjahren konnte er auf den Flachetappen Stürze vermeiden. In den Bergen verlor er nur wenig Zeit auf die Brüder Andy und Fränk Schleck, neutralisierte insbesondere deren Angriff auf der 19. Etappe nach Alpe d’Huez und konnte im Zeitfahren der 20. Etappe seinen Rückstand aufholen und von Rang drei die Gesamtführung übernehmen und wurde damit erster australischer Tour-de-France-Sieger.
Evans konnte diesen Erfolg nicht mehr wiederholen, belegte aber weiterhin vordere Platzierungen bei den Grand Tour. Bei der Tour de France 2012 wurde er Siebter, beim Giro d’Italia 2013 Dritter und 2014 Achter. Die Tour de France 2013 verlief dagegen nicht nach seinen Vorstellungen und nachdem er in den Bergen abgehängt worden war, beendete er die Rundfahrt als 39. Seine letzte große Landesrundfahrt bestritt er mit der Vuelta a España 2014, bei der er 52. wurde.
Am 1. Februar 2015 fuhr Cadel Evans sein letztes Rennen, das Cadel Evans Great Ocean Road Race, das zu seinen Ehren in Geelong erstmals ausgetragen wurde. Er belegte Platz fünf.

## Familie und sonstiges
Cadel Evans spricht neben Englisch und Italienisch ein wenig Deutsch und Französisch. Er war mit der Italienerin Chiara verheiratet, einer klassisch ausgebildeten Pianistin, die er während seiner Zeit bei Saeco und Mapei kennenlernte. Die beiden trennten sich im Jahr 2015.
Das Ehepaar lebte in Stabio im Kanton Tessin in der Schweiz.
Cadel Evans unterstützt die Free Tibet Bewegung.

## Ehrungen
2006, 2007, 2009 und 2011 wurde Cadel Evans in Australien zum Radsportler des Jahres gewählt und 2020 in die Sport Australia Hall of Fame aufgenommen. 2013 wurde er zum Member des Order of Australia ernannt.

## Erfolge

### Mountainbike
1993
- Australischer Meister – Cross-Country (U17)

1994
- Australischer Meister – Cross-Country (Junioren)
- Weltmeisterschaft – Cross-Country (Junioren)

1995
- Weltmeisterschaft – Cross-Country (Junioren)

1996
- Australischer Meister – Cross-Country
- Weltmeisterschaft – Cross-Country (U23)

1997
- Weltmeisterschaft – Cross-Country (U23)

1998
- Gesamt-Weltcupsieger – Cross-Country

1999
- Weltmeisterschaft – Cross-Country (U23)
- Gesamt-Weltcupsieger – Cross-Country

2001
- Weltmeisterschaft – Staffel

### Straße
1995
- Weltmeisterschaft – Einzelzeitfahren (Junioren)

1998
- Gesamtwertung und eine Etappe Tour of Tasmania

1999
- Gesamtwertung und eine Etappe Tour of Tasmania

2001
- Gesamtwertung und eine Etappe Österreich-Rundfahrt
- Gesamtwertung Brixia Tour

2002
- eine Etappe Uniqa Classic
- Commonwealth Games – Einzelzeitfahren
- Commonwealth Games – Straßenrennen

2004
- Gesamtwertung und eine Etappe Österreich-Rundfahrt

2005
- eine Etappe Deutschland Tour

2006
- Gesamtwertung und eine Etappe Tour de Romandie

2007
- eine Etappe Tour de France (nach Doping-Disqualifikation von Alexander Winokurow)
- Einzelwertung UCI ProTour

2008
- eine Etappe Vuelta a Andalucía
- eine Etappe Paris-Nizza
- Gesamtwertung und eine Etappe Settimana Internazionale

2009
- eine Etappe Settimana Internazionale
- Prolog und Punktewertung Critérium du Dauphiné Libéré
- Weltmeister – Straßenrennen

2010
- La Flèche Wallonne
- eine Etappe und  Punktewertung Giro d’Italia

2011
- Gesamtwertung und eine Etappe Tirreno–Adriatico
- Gesamtwertung Tour de Romandie
- Gesamtwertung und eine Etappe Tour de France

2012
- Gesamtwertung und eine Etappe Critérium International
- eine Etappe Critérium du Dauphiné

2013
- eine Etappe Tour of Alberta

2014
- eine Etappe Tour Down Under
- Gesamtwertung, eine Etappe und Mannschaftszeitfahren Giro del Trentino
- zwei Etappen Tour of Utah

## Grand Tours-Platzierungen
| Grand Tour            | 2002 | 2003 | 2004 | 2005 | 2006 | 2007 | 2008 | 2009 | 2010 | 2011 | 2012 | 2013 | 2014 |
| --------------------- | ---- | ---- | ---- | ---- | ---- | ---- | ---- | ---- | ---- | ---- | ---- | ---- | ---- |
| Giro d’ItaliaGiro     | 14   | –    | –    | –    | –    | –    | –    | –    | 5    | –    | –    | 3    | 8    |
| Tour de FranceTour    | –    | –    | –    | 7    | 4    | 2    | 2    | 30   | 26   | 1    | 7    | 39   | –    |
| Vuelta a EspañaVuelta | –    | –    | 60   | –    | –    | 4    | –    | 3    | –    | –    | –    | –    | 52   |